# Asakura (Klan)

Wappen der Asakura

Die Asakura (japanisch 朝倉氏, Asakura-shi) waren eine Familie des japanischen Schwertadels (Buke), die sich von Prinz Kusakabe (662–689), ein Sohn das Kaisers Temmu, ableitete.

## Genealogie
- Hirokage (広景) diente den Shiba und wurde um das Jahr 1340 mit der Bewachung der Burg Kuromaru in der Provinz Echizen betraut.
- Toshikage/Takakage (敏景/孝景; 1428–1481), ein Nachfahre des Asakura Hirokage, war einer der drei Hauptvasallen (老臣, rōshin) der Shiba-Familie und ließ sich in Ichijō-ga-dani (一条ヶ谷) nieder. Im Jahr 1467 besiegte er Kyōgoku Mochikiyo in der Provinz Kaga, und während des Ōnin-Kriegs unterstützte er Yamana Sōzen (山名 宗全; 1404–1473). Kurz darauf ernannten die Shiba ihn zum Militärgouverneur (shugo) der Provinz Echizen.
- Norikage (教景; 1476–1555) kämpfte ununterbrochen gegen die Aufstände der Ikkō-Sekte (一向宗, Ikkō-shū) in den Provinzen Echizen, Kaga und Noto.
- Yoshikage (義景; 1533–1573) besiegte die Truppen der Ikkō-Sekte, diktierte ihr 1562 den Frieden, gab dem Oberpriester seine Tochter zur Frau und erreichte, dass die Sekte sich auf die Provinz Kaga beschränkte. – 1566 bat ihn Ashikaga Yoshiaki, ihm zu helfen, seinen Bruder, Yoshiteru abzusetzen, aber Yoshikage lehnte ab und bat Oda Nobunaga, diese schwierige Aufgabe zu übernehmen. Dieser setzte daraufhin Yoshiaki als neuen Shōgun in Kyōto ein. Als Yoshikage nach Kyōto beordert wurde, weigerte er sich. Daraufhin verbündete Nobunaga sich mit Tokugawa Ieyasu, marschierte in Echizen ein, und war im Begriff Ichijō-ga-dani zu belagern. Yoshikage bat daraufhin Azai Nagamasa (浅井 長政; 1545–1573) um Hilfe, worauf Nobunaga den Feldzug abbrach und sich nach Kyōto zurückzog. Nobunaga gab aber nicht auf, machte sich mit verstärkten Truppen auf den Weg und besiegte seine Gegner am Ufer des Ane-Flusses. Auf Drängen von Kaiser Ōgimachi kam es zum Friedensschluss, aber Nobunaga setzte 1573 den Krieg fort und eroberte Ichijō-ga-dani. Daraufhin tötete Yoshikage sich mit seiner ganzen Familie.
- Nobumasa (宣正; 1583–1637), ein Neffe Yoshikages, diente Hideyoshi und Ieyasu. Im Jahr 1625 erhielt er die Burg Kakegawa in der Provinz Tōtōmi mit einem Einkommen von 25.000 Koku. Er war in den Anschlag von Dainagon Tadanaga, dessen Berater er war, verwickelt und wurde 1632 abgesetzt. Er wurde nach Kōriyama verbannt und starb dort.